# Almostacfi
Abu Alcácime Abedalá ibne Ali (em árabe: أبو القاسم عبد الله بن علي; romaniz.: Abu'l-Qāsim ʿAbdallāh ibn Ali; 908 – setembro/outubro de 949), mais conhecido por seu nome de reinado Almostacfi Bilá (em árabe: المستكفي بالله; romaniz.: al-Mustakfī bi'llāh, lit. 'Desejando estar satisfeito somente com Deus') foi o califa do Califado Abássida em Baguedade de 944 a 946. Era um filho mais novo do califa Almoctafi e, portanto, um rival da linha do califa Almoctadir que reinou em 908-944, um período durante o qual o Califado Abássida quase entrou em colapso, e os califas tornaram-se fantoches nas mãos de senhores da guerra rivais. O próprio Almostacfi foi instalado no trono por Tuzum, um general turco que depôs e cegou o califa anterior, Almutaqui. No vácuo de poder deixado após a morte de Tuzum em agosto de 945, Almostacfi tentou recuperar um pouco de sua liberdade de ação, iniciando medidas antixiitas, mas o mesmo vácuo permitiu que os buídas capturassem Baguedade. Almostacfi foi forçado a reconhecer os buídas como governantes legítimos e concedeu-lhes títulos de reinado, mas logo foi acusado de conspirar contra eles e deposto em janeiro (ou março) de 946. Passou os últimos anos de sua vida na prisão. Seu filho tentou reivindicar o califado em c. 968, mas falhou.

## Vida

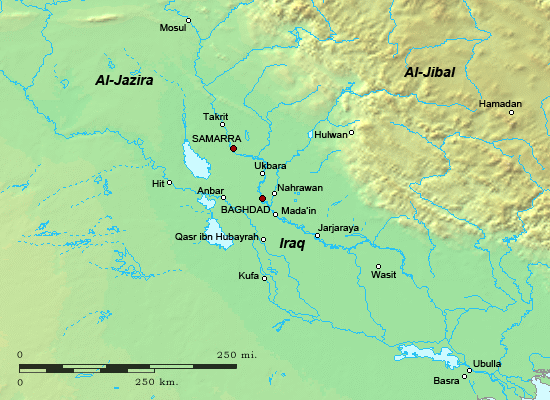
Iraque Alárabe nos séculos IX-X

### Primeiros anos e caráter
Almostacfi nasceu em 11 de novembro de 908, filho do califa Almoctafi (r. 902–908) e de uma concubina grega, Gusne. É descrito pelos cronistas como amante de esportes e jogos e parcial para nabide (bebidas fermentadas). Diz-se que simpatizava com os xiitas e mantinha contato próximo com os aiarum (vagabundos e combatentes urbanos) de Baguedade. Seus laços com o aiarum, e sua participação em jogos 'vulgares' era uma afronta aos setores mais piedosos da sociedade.

### Antecedente: declínio do Califado Abássida
Na década de 930, o outrora poderoso Califado Abássida entrou em declínio: suas províncias periféricas foram perdidas para dinastias locais, suas finanças em ruínas e senhores da guerra — os hamadânidas de Moçul, os baridis de Baçorá, os buídas do oeste do Irã, bem como vários homens fortes militares — competindo pelo controle da própria capital do califado, Baguedade, e o título de emir de emires (comandante-em-chefe), que carregava consigo o controle de fato sobre o governo abássida. Ao mesmo tempo, a própria dinastia abássida foi consumida por rivalidades e lutas internas, principalmente entre os descendentes de Almoctafi, por um lado, e os de seu irmão e sucessor, Almoctadir (r. 908–932), por outro. Sob o filho de Almoctadir, Arradi (r. 934–940), três dos filhos de Almoctafi foram executados ou presos, enquanto o califa enfrentou desafios de dois de seus próprios irmãos e de outras linhagens colaterais de príncipes abássidas.
O irmão de Arradi, Almutaqui (r. 940–944), foi elevado ao trono pelo emir de emires Bajecã. Ele tentou explorar as rivalidades dos senhores da guerra regionais para recuperar a independência e autoridade de seu cargo, mas suas tentativas falharam, e foi deposto e cegado pelo emir de emires Tuzum em setembro de 944. Para o historiador do século XI Alcatibe de Baguedade, esse feito sem precedentes sinalizou o colapso final da autoridade do califa. No lugar de Almutaqui, Almostacfi foi elevado ao trono, aos 41 anos.

### Reinado

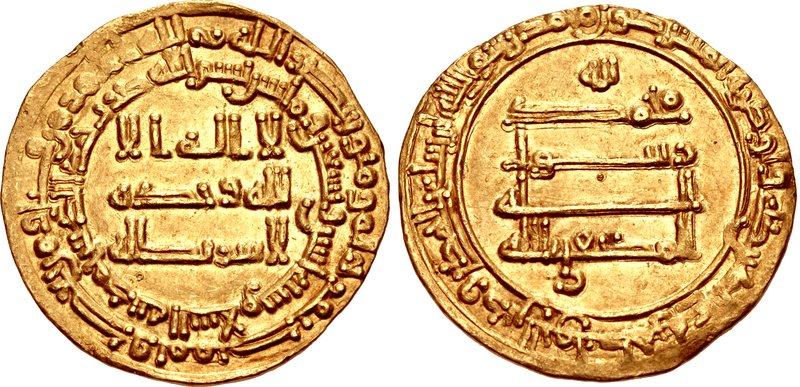
Dinar de Almoctafi

A ascensão de Almostacfi significou a restauração da linha de Almoctafi ao trono após 36 anos, e desde o início o novo califa fez alusões deliberadas a seu pai: o nome do reinado escolhido deliberadamente ecoou o de Almoctafi, e diz-se que usou o cocar cerimonial de seu pai (o calançua) em sua entrada em Baguedade. Isso, e a rápida nomeação de seu filho, Alboácem Maomé, como herdeiro aparente, mostram que Almostacfi pretendia com confiança imitar o reinado de sucesso de seu pai, mas na realidade, o novo califa era um fantoche das tropas turcas, enfrentando um tesouro vazio, e com o caos resultante e a pobreza ameaçando até Baguedade com fome. A única liberdade de manobra política que restava aos califas desse período era escolher com qual dos senhores da guerra vizinhos se aliar. Para os senhores da guerra, o califa era uma fonte de legitimidade, e um califa astuto poderia alternar seu apoio entre os diferentes senhores da guerra da mesma forma que seus predecessores haviam mudado seus vizires.
Ao mesmo tempo, Almostacfi perseguiu potenciais rivais, na pessoa de Alfadle, o chefe dos filhos restantes de Almoctadir e irmão dos dois califas anteriores, Almutaqui e Arradi. Diz-se que Almostacfi e Alfadle já se odiavam durante sua estadia no Palácio Taírida como jovens príncipes. Quando Almostacfi foi entronizado, Alfadle prudentemente se escondeu, e o vingativo califa teve sua casa incendiada. O novo regime em Baguedade foi ameaçado do leste e do sul pelos buídas, que se aliaram aos baridis de Baçorá. Uma tentativa buída de capturar Uacite na primavera de 944 falhou, assim como um ataque a Baguedade enquanto Tuzum estava preocupado no norte no verão de 944. Na primavera de 945, os buídas conseguiram ocupar Uacite, mas depois que Tuzum concluiu a paz com os hamadânidas, eles foram forçados a recuar.
Tuzum foi capaz de afastar vários adversários para manter o controle de Baguedade, mas morreu em agosto de 945 e foi substituído por seu secretário ibne Xirzade, que não gozava da mesma autoridade com as tropas.. A fraqueza de ibne Xirzade foi rapidamente explorada pelo califa, que assumiu um novo título, o de imame legítimo (imame alhaque), para reforçar sua reivindicação à liderança islâmica. Também tomou medidas contra os seguidores xiitas, prendendo o líder xiita xafeíta, e demitiu juízes corruptos, incluindo o chefe cádi, Maomé ibne Abi Axauaride. Encontrando-se incapaz de controlar a situação, ibne Xirzade solicitou a ajuda do Hamadânida Nácer Daulá em Moçul. Nesse momento, o governador de Uacite rendeu-se ao líder buída Amade ibne Buia e juntou-se a ele em sua marcha sobre Baguedade. Sem liderança, as tropas turcas da capital não fizeram preparativos para resistir. Ibne Xirzade e o califa se esconderam, emergindo apenas quando os turcos deixaram a cidade para se juntar aos hamadânidas. Quando um mensageiro de Amade ibne Bua chegou à capital, Almostacfi fingiu estar encantado com a chegada deles.

### Queda e morte

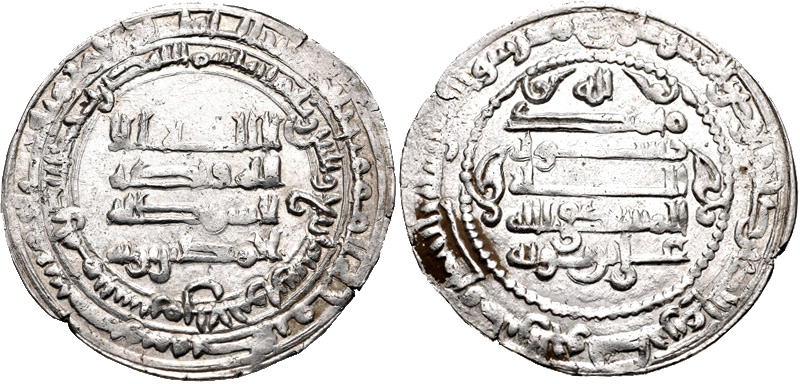
Dirrã de Muiz Daulá

As forças buídas entraram em Baguedade sem oposição e, em 21 de dezembro, o califa foi forçado a reconhecer a autoridade buída. Amade recebeu o título honorífico de Muiz Daulá ("Magnificador da Dinastia"); títulos semelhantes foram concedidos a seus dois irmãos, Haçane (Ruquém Daulá, "Pilar da Dinastia") e Ali (Imade Daulá, "Suporte da Dinastia"). De acordo com o sistema de base familiar buída, o título de emir de emires passou não para Muiz Daulá, mas para o irmão mais velho, Imade Daulá, que era o emir chefe buída. Como Almostacfi estava agora sob o controle buída, os hamadânidas imediatamente pararam de reconhecê-lo como califa e proclamaram sua lealdade ao ex-califa Almutaqui. Almostacfi teria instigado alguns dos oficiais dailamitas dos buídas contra Muiz Daulá. Como resultado, foi deposto em 29 de janeiro de 946 (ou 9 de março, segundo outros relatos) por ordem de Muiz Daulá. A razão dada para a deposição foi provavelmente um mero pretexto; o historiador Harold Bowen chamou o ato de uma "necessidade política" que também era altamente simbólica, deixando claro onde o poder residia agora.
Embora os buídas e seus seguidores fossem simpatizantes dos xiitas, Muiz Daulá preferiu não arriscar instalar um califa xiita (ou reconhecer os califas fatímidas ismaelitas), por medo de seus homens obedecerem ao califa e não a ele. Em vez disso, elevou Alfadle, que emergiu do esconderijo, ao califado com o nome de Almuti. Sem qualquer poder real, o novo califa foi efetivamente um governante fantoche que concedeu legitimidade ao regime buída. Após a conclusão de um acordo de paz no verão de 946, os hamadânidas reconheceram Almuti como califa, mas no leste, os samânidas continuaram a reconhecer Almostacfi como califa até 955. Almostacfi também foi cegado, aparentemente como um ato de vingança iniciado por Almuti, e passou o resto de sua vida como prisioneiro no palácio califal, onde morreu em setembro de 949. Algumas tentativas foram feitas para recuperar o califado de Almuti por membros da linha de Almoctafi, mas sem sucesso. Um dos sobrinhos de Almostacfi, Abu Nácer Ixaque, tentou iniciar uma revolta no Azerbaijão em 960, tomando o nome de califa Almostajir Bilá ("Buscando Apoio em Deus"), mas foi derrotado pelos governantes muçafíridas locais. Após a morte de Muiz Daulá em 967, o filho de Almostacfi e herdeiro designado, Alboácem Maomé, veio ao Iraque e conseguiu reunir um número considerável de seguidores escondendo sua identidade e alegando ser o Mádi, mas eventualmente foi descoberto e capturado. Embora tenha conseguido escapar, suas esperanças de conquistar o trono nunca foram realizadas. Isso marcou o fim das pretensões califais da linha de Almostacfi também.